# Lonas annua
 Lonas annua  Vines & Druce, 1914  è una specie di piante angiosperme dicotiledoni della famiglia delle Asteraceae, sottofamiglia Asteroideae, tribù Anthemideae (Mediterranean clade) e sottotribù Lonadinae.  Lonas annua è anche l'unica specie del genere  Lonas  Adans, 1763. Lonas è anche l'unico genere della sottotribù  Lonadinae  Oberpr. & Töpfer, 2022.

## Etimologia
Il nome scientifico della specie è stato definito dai botanici Sydney Howard Vines (1849-1934) e George Claridge Druce (1850-1932) nella pubblicazione " Morison. Herb." (  Morison. Herb. 71) del 1914. Il nome scientifico del genere è stato definito dal botanico Michel Adanson (1727-1806) nella pubblicazione "Familles des Plantes (Adanson) " (Fam. Pl. (Adanson) 2: 118 ) del 1763. Il nome scientifico della sottotribù è stato definito dai botanici Christoph Oberprieler (1964-) e Alisha Töpfer nella pubblicazione "Willdenowia. Mitteilungen aus dem Botanischen Garten und Museum Berlin-Dahlem. Berlin-Dahlem" (Willdenowia 52(1): 132) del 2022.

## Descrizione

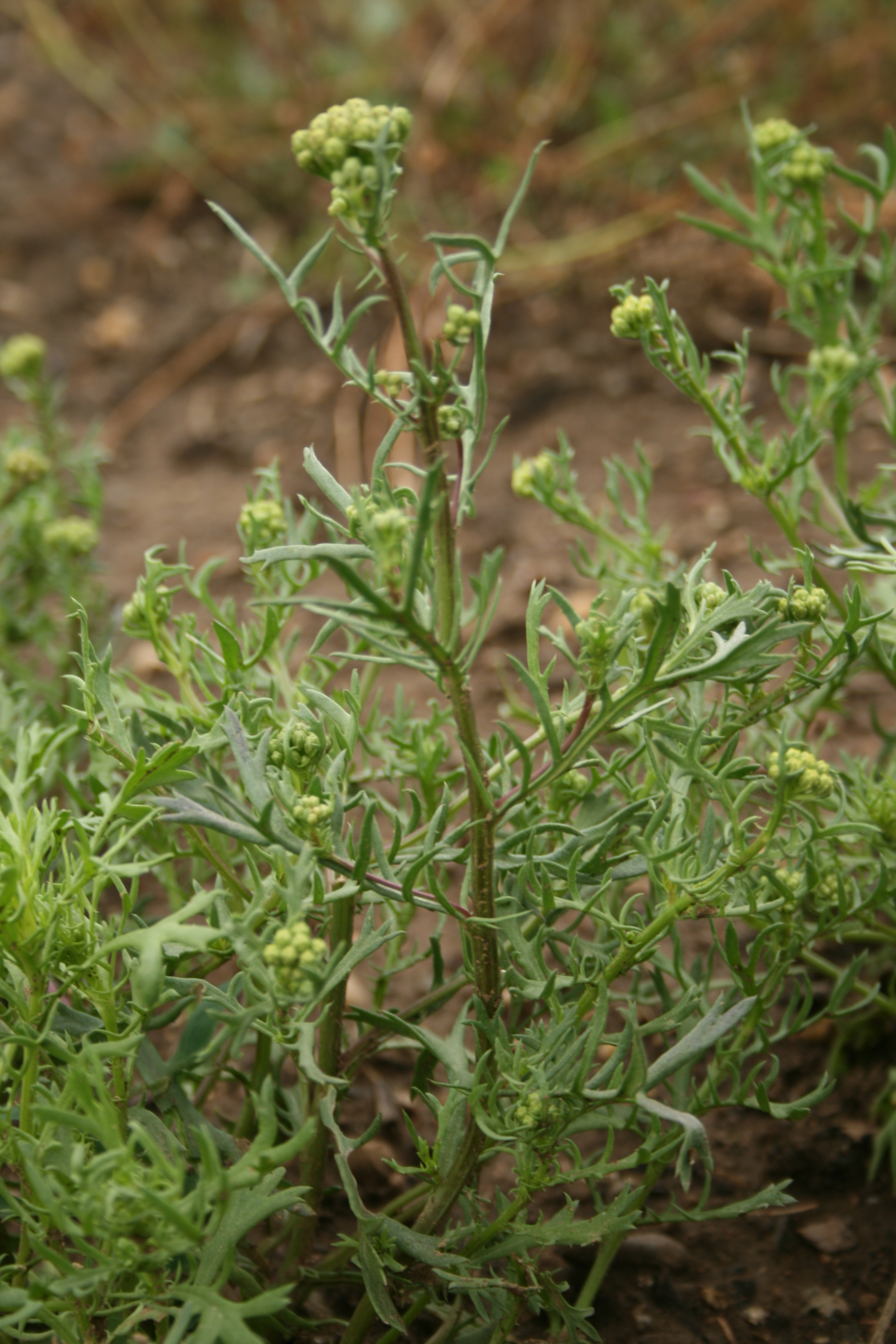
Il portamento

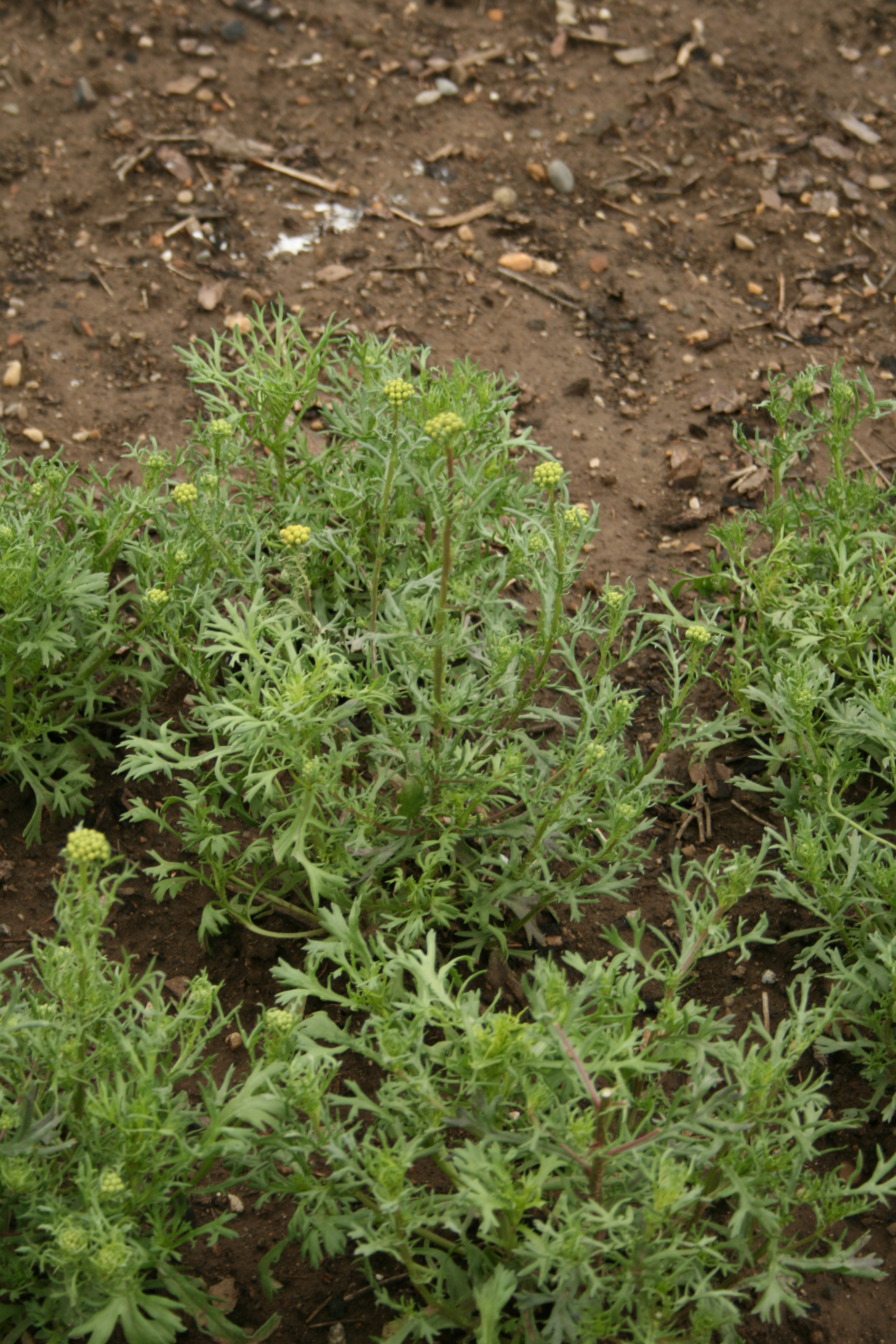
Le foglie

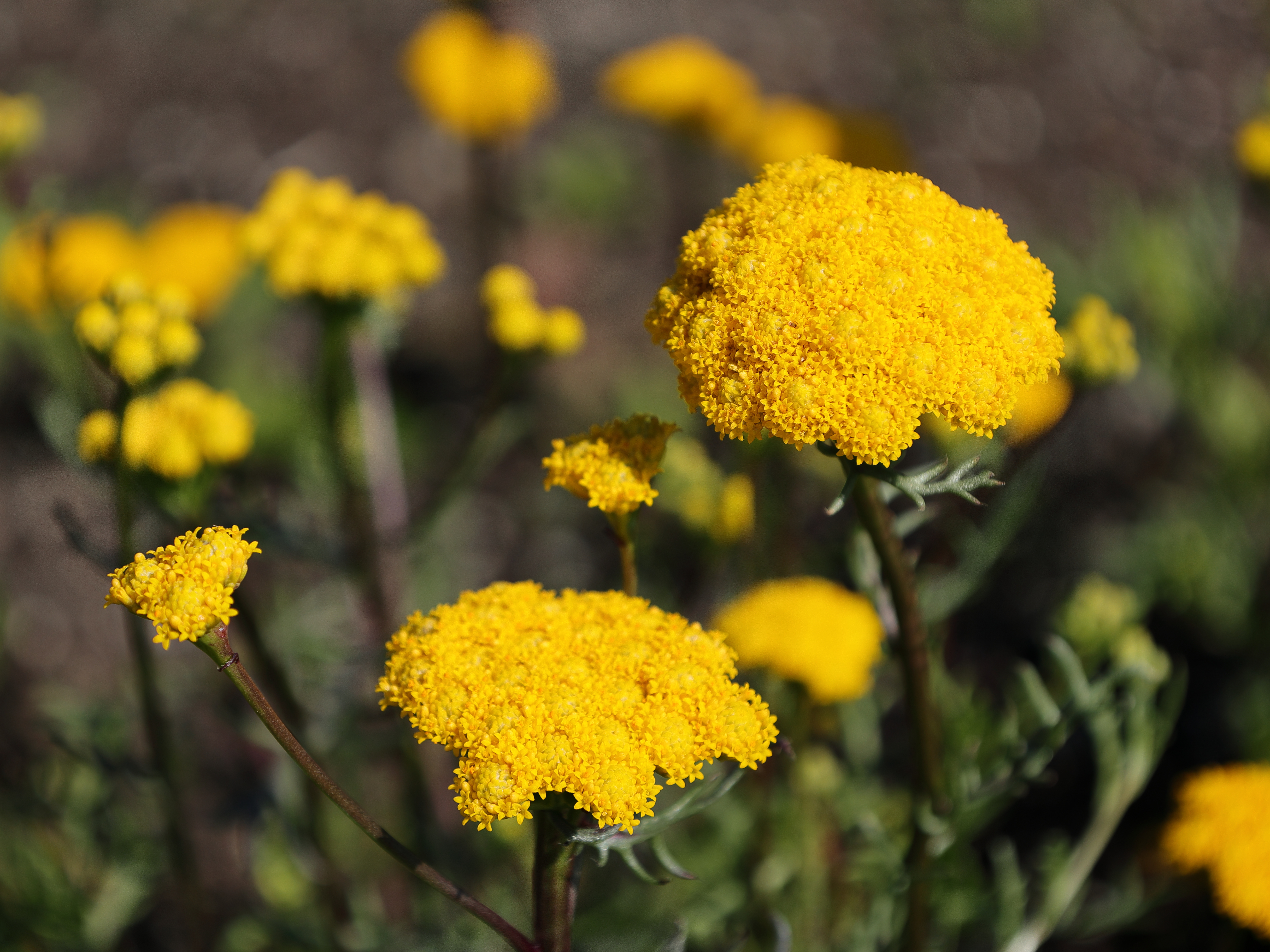
Infiorescenza

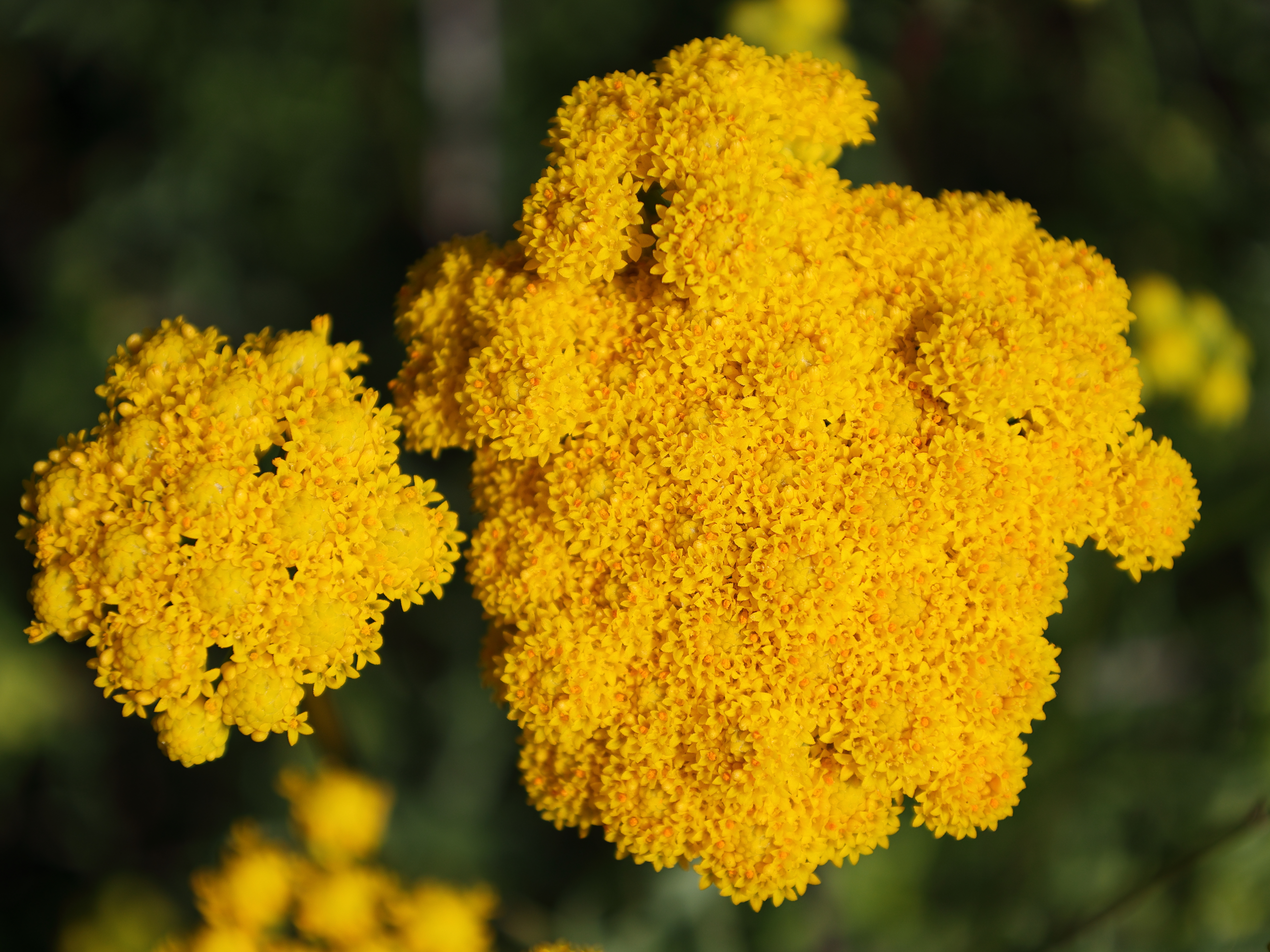
I fiori

Portamento. La specie di questa voce è erbacea con un ciclo biologico annuale. L'indumento è assente (pianta glabra). La forma biologica è terofita scaposa (T scap), ossia in generale sono piante erbacee che differiscono dalle altre forme biologiche poiché, essendo annuali, superano la stagione avversa sotto forma di seme e sono munite di asse fiorale eretto e spesso privo di foglie.
Fusto. La parte aerea in genere è ascendente o più o meno prostrata; la superficie è striata e rossastra. Altezza media: 15 - 30 cm.
Foglie. Le foglie sono disposte in modo alterno ed hanno una lamina dentata di tipo 1-2-pennatosetta con lacinie lunghe 0,5-1 mm.
Infiorescenza. Le sinflorescenze sono formate da 4-7 capolini raccolti in un denso corimbo Le infiorescenze vere e proprie sono composte da un capolino terminale peduncolato discoide. I capolini sono formati da un involucro, con forme da cilindriche a emisferiche, composto da diverse brattee, al cui interno un ricettacolo fa da base ai fiori di due tipi: fiori del raggio (qui assenti) e fiori del disco. Le brattee, piatte e a consistenza erbacea (strettamente scariose sui margini chiari), sono disposte in modo più o meno embricato su 3-4 serie. Il ricettacolo, strettamente conico, è sprovvisto di pagliette avvolgenti la base dei fiori; le pagliette hanno delle forme strettamente obovate, piatte o leggermente canalicolate con un dotto resinoso centrale. Diametro dell'involucro: 7 mm.
Fiori. I fiori sono tetra-ciclici (formati cioè da 4 verticilli: calice – corolla – androceo – gineceo) e pentameri (calice e corolla formati da 5 elementi). Si distinguono in:
- fiori del raggio (esterni): sono assenti;
- fiori del disco (centrali): sono più numerosi con forme brevemente tubulose (attinomorfe); sono ermafroditi e fertili.

- Formula fiorale:

*/x K {\displaystyle \infty }, [C (5), A (5)], G 2 (infero), achenio
- Calice: i sepali del calice sono ridotti ad una coroncina di squame.

- Corolla: (solo fiori del disco) la forma è tubulare bruscamente divaricata in 5 lobi; i lobi, patenti o eretti, hanno una forma deltata o più o meno lanceolata; il colore è giallo. Lunghezza dei fiori: 3,5 mm.

- Androceo: l'androceo è formato da 5 stami (alternati ai lobi della corolla) sorretti da filamenti generalmente liberi; gli stami sono connati e formano un manicotto circondante lo stilo. Le antere, con un collare di filamenti a balaustra, possono essere sia di tipo basifissa che medifissa. Il tessuto endoteciale (rivestimento interno dell'antera) è quasi sempre non polarizzato. Il polline è sferico con un diametro medio di circa 25 micron; è tricolporato (con tre aperture sia di tipo a fessura che tipo isodiametrica o poro) ed è echinato (con punte sporgenti).

- Gineceo: l'ovario è infero uniloculare formato da 2 carpelli. Lo stilo (il recettore del polline) è profondamente bifido (con due stigmi divergenti) e con le linee stigmatiche marginali separate o contigue. I due bracci dello stilo hanno una forma troncata e possono essere papillosi o ricoperti da ciuffi di peli.

Frutti. I frutti sono degli acheni senza pappo. La forma è strettamente obovoide, circolari in sezione trasversale o leggermente piatti dorsoventralmente. Sono presenti due coste laterali e una adassiale. L'apice è arrotondato marginalmente o con una piccola coroncina scariosa. Il pericarpo è provvisto di cellule mucillaginifere lungo le costole e di sacche di resina.

## Biologia
Impollinazione: tramite insetti (impollinazione entomogama tramite farfalle diurne e notturne).

Riproduzione: la fecondazione avviene fondamentalmente tramite l'impollinazione dei fiori.

Dispersione: i semi cadono a terra e vengono dispersi soprattutto da insetti come formiche (disseminazione mirmecoria). Un altro tipo di dispersione è zoocoria: gli uncini delle brattee dell'involucro (se presenti) si agganciano ai peli degli animali di passaggio che portano così i semi anche su lunghe distanze. Inoltre per merito del pappo (se presente) il vento può trasportare i semi anche per alcuni chilometri (disseminazione anemocora).

## Distribuzione e habitat
Geoelemento: il tipo corologico (area di origine) è Sud Ovest Mediterraneo.

Distribuzione: in Italia questa specie si trova in Sicilia e Sardegna. Fuori dall'Italia è distribuita in Algeria, Marocco e Tunisia.

Habitat: l'habitat preferito per queste piante sono i pendii aridi e le garighe.

Distribuzione altitudinale: sui rilievi, in Italia, queste piante si possono trovare fino a 600 m s.l.m..

## Sistematica
La famiglia di appartenenza di questa voce (Asteraceae o Compositae, nomen conservandum) probabilmente originaria del Sud America, è la più numerosa del mondo vegetale, comprende oltre 23.000 specie distribuite su 1.535 generi, oppure 22.750 specie e 1.530 generi secondo altre fonti (una delle checklist più aggiornata elenca fino a 1.679 generi). La famiglia attualmente (2021) è divisa in 16 sottofamiglie; la sottofamiglia Asteroideae è una di queste e rappresenta l'evoluzione più recente di tutta la famiglia.

### Filogenesi
Il gruppo di questa voce è descritto nella tribù Anthemideae, una delle 21 tribù della sottofamiglia Asteroideae). In base alle ultime ricerche nella tribù sono stati individuati (provvisoriamente) 4 principali lignaggi (o cladi): "Southern hemisphere grade", "Asian-southern African grade", "Eurasian grade" e "Mediterranean clade". Il genere  Lonas (insieme alla sottotribù Lonadinae) è incluso nel Mediterranean clade..
In precedenti trattazioni questa specie è stata assegnato alla sottotribù estremamente polifiletica Matricariinae. Le ultime analisi di tipo filogenetico supportato fortemente il genere Lonas come gruppo fratello di un lignaggio monofiletico Santolininae + Glebionidinae.
I caratteri distintivi della specie  Lonas annua sono:
- il ciclo biologico è annuale;
- la sinflorescenza si compone di corimbi contratti;
- il pericarpo è provvisto di sacche resinose.

Il numero cromosomico della specie è: 2n = 18.
In base all'"orologio molecolare", questa specie ha iniziato a divergere circa 5,5 milioni di anni fa.

### Sinonimi
Sono elencati alcuni sinonimi per questa entità:
- Achillea inodora L.
- Athanasia annua  (L.) L.
- Lonas inodora  Gaertn.
- Lonas minima  Cass.
- Lonas umbellata  Cass.
- Santolina annua  L.
- Pleurogyne carinthiaca var. purshii  Griseb.
- Pleurogyne purshii  (Griseb.) Steud.